# Empreinte (moule)
Pour les articles homonymes, voir Empreinte.
Dans un outillage d'injection ou d'injection-soufflage (par exemple), les empreintes (anglais : mould cavity) sont les parties du moule qui servent à obtenir la pièce désirée. Il y en a deux par pièce moulée, une en partie fixe et l'autre en partie mobile.
Généralement, l'empreinte ayant des reliefs est placée en partie mobile pour que la pièce ait tendance à rester dessus, permettant ainsi à la batterie d'éjection d'éjecter la pièce.
La nature de l'acier utilisable pour fabriquer l'empreinte d'un moule est définie en fonction du nombre de pièces à mouler. La plupart du temps, les empreintes sont en acier désigné par 40CrMnMo8 [acier « 110 kg » (110 kgf/mm²) : ayant une résistance à la rupture de 1 100 MPa].